# Le Moustier
Špilja Le Moustier je Arheološki lokalitet koji čine dva prirodna zaklona u litici, a nalazi se u mjestu Peyzac-le-Moustier (Dordogne), u dolini rijeke Vézère (Akvitanija). Najslavnija je po tome što je tu pronađena fosilizirana lubanja Neandertalca 1909. godine. Musterijska kultura (300.000-30.000. pr. Kr.), koja se odlikuje kamenim oruđem, je nazvana po ovoj špilji. U prapovijesti se koristila od srednjeg paleolitika (orinjaško doba), pa sve do neolitskog doba. 
Musterijska lubanja je stara oko 45.000 godina i odlikuje se velikim nazalnim otvorom i slabo izraženim mostom iznad očiju i okcipetalnom ispupčenju, kao kod djece. 
Godine 1979. Le Moustier je dodan na UNESCOv popis mjesta svjetske baštine u Europi zajedno s drugim prapovijesnim nalazištima u dolini rijeke Vézère.
- Donji dio špilje
- Musterijske kosti oštećene iglom (pri šivanju ili sl.), Toulouse
- Kameno oruđe iz Le Moustier
- Musterijski kameni vrh

## Poveznice
- Lascaux
- Altamira
- Arheologija
- Prapovijest

## Vanjske poveznice
- Cro-Magnon, povijest istraživanja (fr.)